# Lampropeltis elapsoides
Die Rote Königsnatter (Lampropeltis elapsoides, Syn.: Lampropeltis triangulum elapsoides), auch Scharlachrote Milchschlange, ist eine in Amerika lebende, ungiftige und auffallend gezeichnete Art der Königsnattern. Die klein bleibende Rote Königsnatter wird oft nur zwischen 35 und 50 cm groß. Die größte Schlange dieser Art wurde mit 27 Inches (68,5 cm) gemessen.

## Verbreitung und Lebensraum
Das Vorkommen beschränkt sich auf die Staaten an der Ostküste von Florida bis New Jersey. Das Tier ist ein nachtaktiver Bodenbewohner, bevorzugt leicht feuchte Lebensräume und kommt noch bis in Höhen von 2450 m vor. 

## Ernährung
Auf dem Speiseplan stehen neben Eidechsen auch kleine Nagetiere. Da der gesamte Lampropeltis-Komplex sich auch ophiophag ernährt, frisst die Rote Königsnatter auch kleinere Schlangen, die in ihrem Verbreitungsraum vorkommen. Das Beutetier wird mit einem Biss fixiert und dann umwickelt, wobei die Atmung und oft auch die Blutzirkulation des Beutetieres unterbunden wird. Kleine Beutetiere, wie z. B. nestjunge Ratten und Mäuse, werden gepackt und lebendig verschluckt.

## Fortpflanzung
Nach erfolgreicher Paarung legt die Rote Königsnatter 2–9 Eier ab. Von Mai bis August schlüpfen die 7,6 bis 8,8 cm langen Neonaten.